# 戴克高地
戴克高地（Dyker Heights）是美国紐約州纽约市布鲁克林区西南角的一个住宅区，它位于灣脊區、本森赫斯特、自治市公園和格雷夫森德湾之间的小山上。該住宅區歷史可以追溯到1895年10月。